# 曹延諮
曹延諮（？—？），號揚荔，四川重庆府巴县人。

## 生平
万历三十七年（1609年）己酉科四川乡试举人，四十七年（1619年）己未科進士，兵部觀政，四十八年授河南原武县知县，天啓元年本省同考，二年调繁商城县，舉卓異。

## 家族
曾祖曹勑，刑部员外郎，祀乡贤。祖父曹汴，号自山，嘉靖八年进士，官户科给事中，贈奉政大夫、都御史，祀乡贤。父曹大埜，隆庆二年进士，官江西巡抚都御史，祀名宦、乡贤。